# 413 هـ
413 هـ هي سنة في التقويم الهجري امتدت مقابلةً في التقويم الميلادي بين سنتي 1022 و1023.

## وفيات
- أبو المطرف القنازعي
- الشيخ المفيد
- محرز بن خلف
- ابن البواب
- شاعر السنة
- أبو الفضل الجارودي